# Planungsregion Augsburg
Die Planungsregion Augsburg ist eine von insgesamt 18 Planungsregionen des Freistaates Bayern.

## Struktur

Planungsregion 9: Augsburg

Die Planungsregion Augsburg liegt im nördlichen Teil des Regierungsbezirkes Schwaben. Im Regionalen Planungsverband sind folgende Körperschaften zusammengeschlossen: die kreisfreie Stadt Augsburg, die Landkreise Aichach-Friedberg, Augsburg, Dillingen a.d.Donau und Donau-Ries sowie die dazugehörigen Landkreisgemeinden.
In der Region leben auf einer Fläche von 4.066 km² rund 885.000 Einwohner, die stark auf das – seit 2018 als Metropole eingestufte – Zentrum Augsburg mit seinen über 300.000 Einwohnern ausgerichtet sind. Zugehörige Mittelzentren sind Aichach, Augsburg, Dillingen an der Donau/Lauingen (Donau)/Höchstädt an der Donau, Donauwörth, Friedberg, Nördlingen und Schwabmünchen.
Der Ballungsraum Augsburg ist Teil der Planungsregion, umfasst aber nur die stark verdichtete Stadtregion Augsburgs und der direkten Vorstädte.

## Geschichte
1972 erfolgte die Einteilung des Freistaates Bayern in 18 Planungsregionen auf Grundlage des Bayerischen Landesplanungsgesetzes von 1970. Der Regionale Planungsverband entstand 1973. Als Verbandsvorsitzender amtiert Stefan Rößle, Landrat des Landkreises Donau-Ries (Stand: Juli 2025).